# Planeta Petrila
Planeta Petrila este un film românesc din 2016 regizat de Andrei Dăscălescu. Rolurile principale au fost interpretate de actorii Ion Barbu, Cătălin Cenușă.

## Distribuție
Distribuția filmului este alcătuită din:
- Cătălin Cenușă
- Ion Barbu